# 潘環
潘环（？—947年5月6日），字楚奇，五代十国后梁、后唐、后晋将领，洛阳人。
父亲潘景厚，因为儿子显贵，授左监门卫上将军致仕。潘环年轻时为商贩，事奉后梁邢州保義軍节度使閻寶，为帐中亲校。唐庄宗定魏博，移兵攻邢州，阎宝派遣潘环从小路驰奏梁朝，梁末帝任用他为左坚锐夹马都虞候，升任左雄威指挥使。梁晋在黄河上对垒，潘环先登陷敌，箭疮遍身。潘环面部中流矢，其镞入骨，故负重伤。医疗经年，箭镞取出，其疮成漏，终身不愈。唐庄宗灭梁后，命他主持禁军。同光年间，跟随李嗣源北御契丹，邺军之乱，跟随李嗣源入洛阳。天成初年，授棣州刺史。定州王都造反，潘环为行营右厢步军都指挥使，参与平叛。改任易州刺史、北面沿边都部署，后改庆州刺史。到期回京，明宗召见，以他勇敢，升任为宿州团练使。清泰年间，改任耀州刺史。天福年间，参与平定范延光，授齐州防御使。天福四年（939年），升金州为节镇，以潘环为雄武軍节度使，后来，入朝为左神武统军。开运初年，契丹入寇，晋军北征，潘环为北面行营步军左厢排阵使，在阳城击败契丹。回军，授澶州鎮寧軍節度使，官至檢校太傅。潘环历任六州两镇，以聚敛为务。在宿州时，有牙将因小过触怒他，潘环威胁要打他，牙校于是委托一位和潘环相熟的尼姑，献上白金两铤。尼姑去见潘环告诉他牙校送上𨫼脚（鏊脚，金铤像鏊）两枚，请求免于责打，潘环问：“𨫼本有几脚？”尼姑说：“三脚。”潘环说：“现在两脚能成𨫼吗？”尼姑则给了他三铤，当时号称潘环为“潘𨫼脚”。开运三年（946年），回京，担任洛京巡检。同年冬，契丹灭后晋，任命劉晞为西京留守，潘环请求辞任巡检，闲居洛阳。次年，河阳军乱，刘晞出奔，蕃将高模翰率兵援助刘晞回到洛阳，刘晞怀疑潘环煽动驱逐自己，四月十三戊辰日，高模翰杀了他，尽取其家财。后汉建立，赠太尉。